# Pavol Országh Hviezdoslav
Pavol Országh Hviezdoslav (Vyšný Kubín, 2 febbraio 1849 – Dolný Kubín, 8 novembre 1921) è stato un drammaturgo, traduttore e poeta slovacco, per breve tempo deputato al parlamento cecoslovacco.

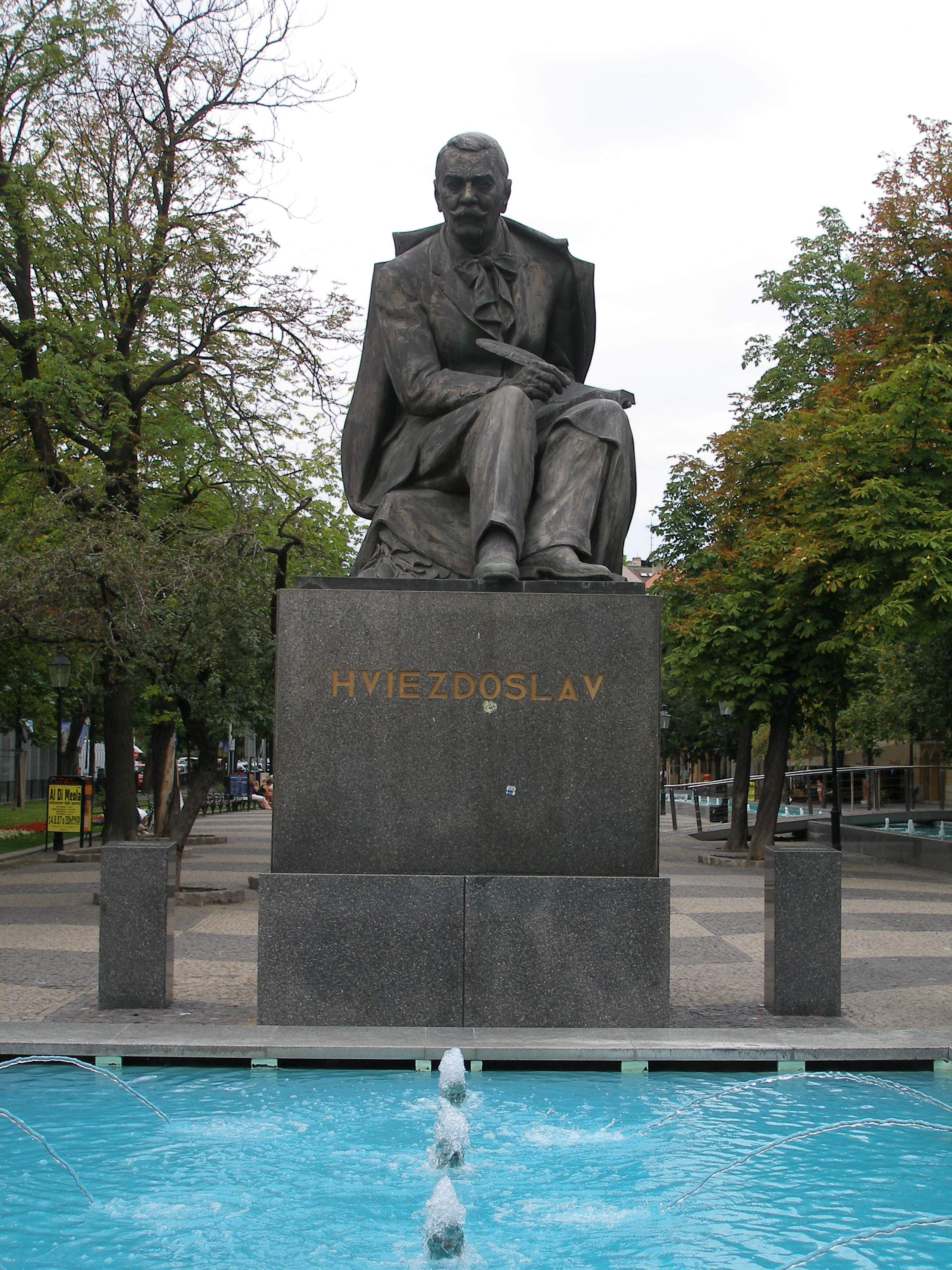
Statua di Hviezdoslav in Hviezdoslavovo námestie a Bratislava

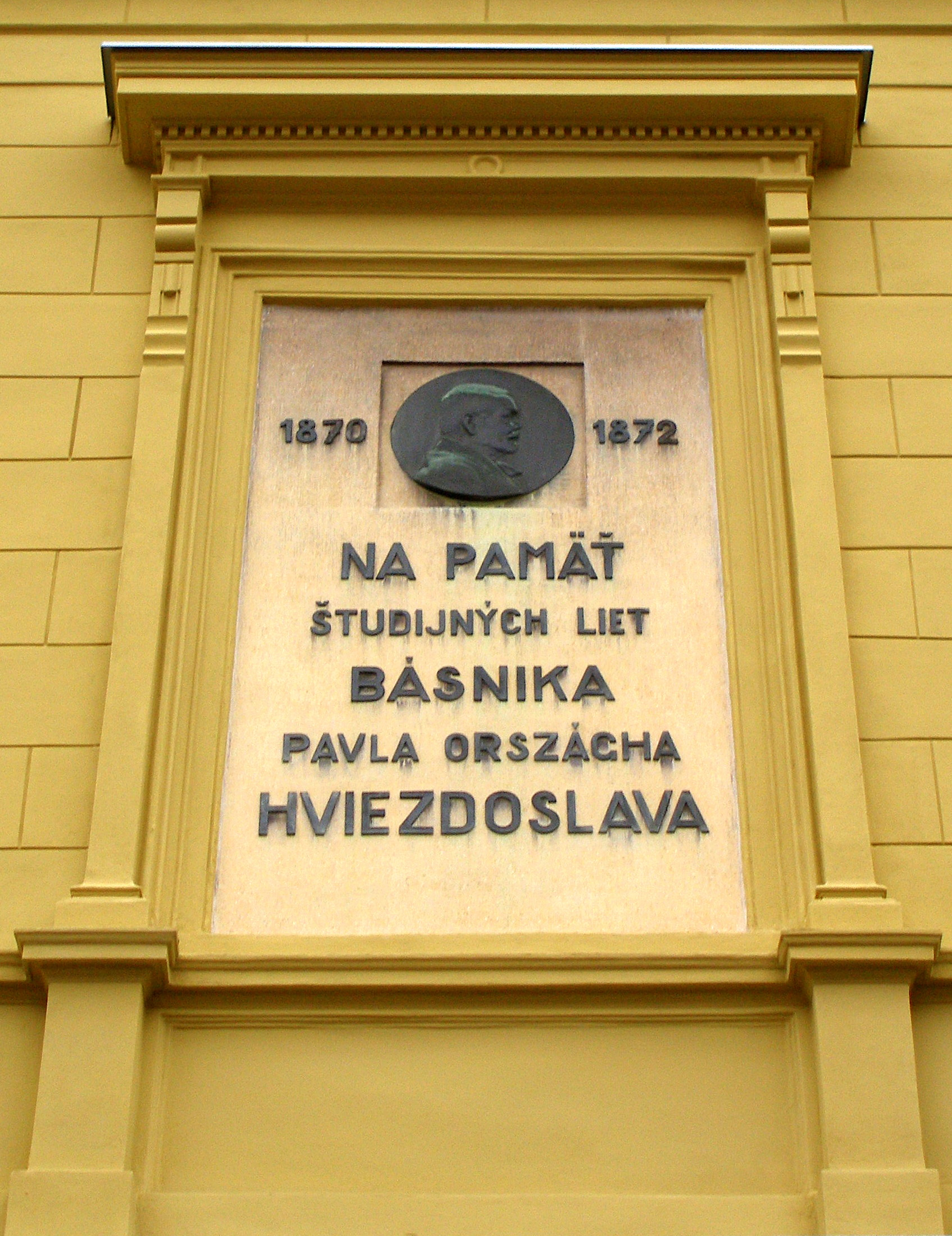
Iscrizione che ricorda gli studi di Hviezdoslav a Prešov

Gli studiosi di letteratura lo considerano uno dei più importanti poeti slovacchi di tutti i tempi. In origine, fece ricorso ad uno stile letterario tradizionale, ma successivamente fu influenzato dai poeti parnassiani e dal modernismo.

## Nome
Il suo nome alla nascita era Pavol Országh - la madre era slovacca, mentre il padre era di etnia magiara. Hviezdoslav, cognome slavo che coniò per sé, che significa all'incirca "celebrare le stelle" divenne il suo pseudonimo dal 1875. Precedentemente aveva adottato lo pseudonimo di Jozef Zbranský.

## Biografia

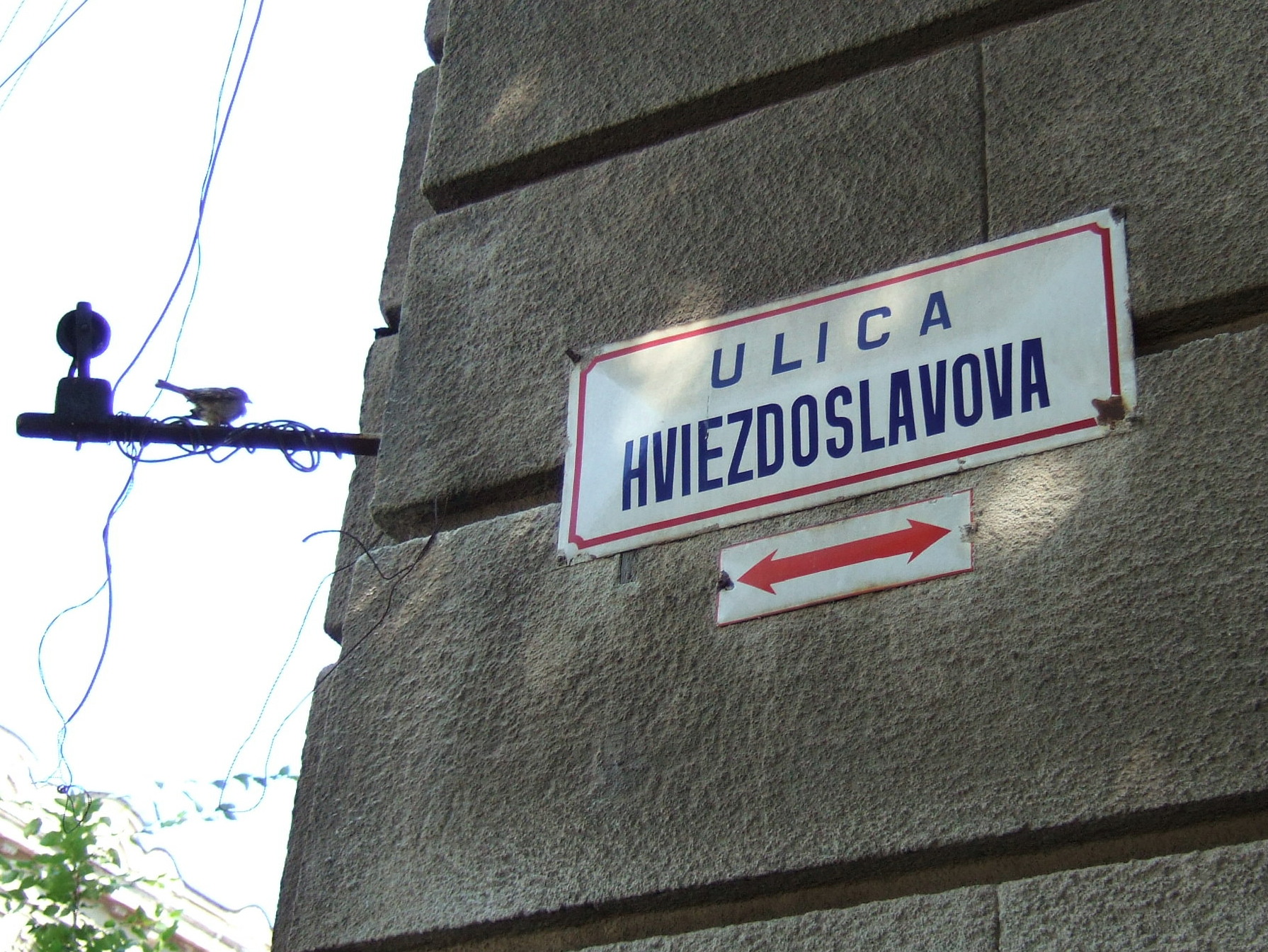
In quasi tutte le città slovacche vi è una via intitolata a Hviezdoslav

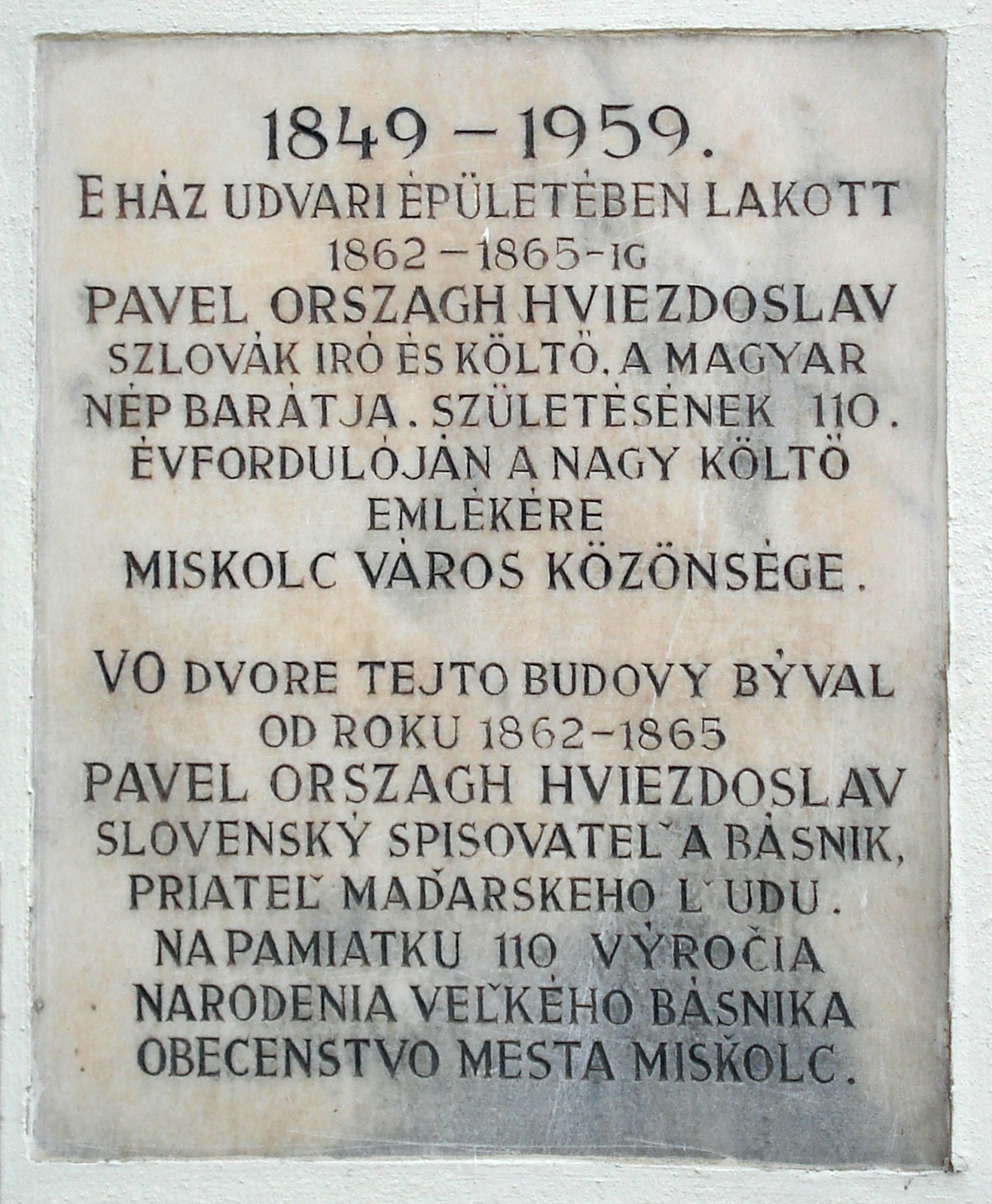
Lapide dedicata al poeta danubiano (che qui viene definito "amico del popolo magiaro") sulla casa dove egli abitò a Miskolc, in Széchenyi utca 16

Suo padre era un nobile impoverito, sicché anche Pavol dovette lavorare nei campi.
Hviezdoslav studiò nei licei di Miskolc e di Kežmarok. Dopo aver ottenuto il diploma nel 1870, si iscrisse alla facoltà di giurisprudenza di Prešov, dove nel 1871 partecipò alla preparazione dell'Almanach Napred (Almanacco "Avanti"), che segna l'inizio di una nuova generazione nella letteratura slovacca.
Ottenne successivamente un incarico presso il tribunale di Dolný Kubín. Esercitò la professione di avvocato fra il 1875 e il 1899 a Námestovo e poi nuovamente a Dolný Kubín.
Nel 1918 era un membro dell'Assemblea Nazionale Rivoluzionaria (governo provvisorio, poi parlamento) a Praga e dal 1919-1920 divenne deputato al parlamento cecoslovacco.
Nel 1919 fu nominato presidente della rinata Matica slovenská, la più importante accademia slovacca.
Nel 1954, a Dolný Kubín fu istituito un museo letterario a lui dedicato e da allora si svolge un festival di recitatori amatoriali.

### Presidenza della Matica slovenská
La Matica slovenská è la più importante istituzione culturale slovacca. Durante gli anni della magiarizzazione portata avanti dal governo del Regno di Ungheria la Matica mantenne vive la letteratura e l'identità nazionale slovacche. Le autorità ungheresi chiusero la Matica e ne confiscarono le proprietà nel 1875. La Matica fu ristabilita dopo l'indipendenza cecoslovacca nel 1919. A Hviezdoslav toccò l'onore di esserne nominato presidente e durante il suo proficuo mandato, la Matica si diffuse e crebbe.

## Opere
Con il suggestivo pseudonimo di Hviezdoslav, fu un prolifico scrittore e un attivo traduttore. 
Le sue prime opere le scrisse sia in ungherese sia in slovacco, dal 1870 però decise di scrivere solo in slovacco.
Introdusse il verso sillabico tonico nella poesia slovacca. Fu uno dei principali esponenti del realismo slovacco. Le sue opere sono caratterizzate dall'ampio ricorso ai neologismi e sono di conseguenza piuttosto difficili da tradurre.
Arricchì la letteratura slovacca con circa quindici volumi di poesie originali e con molte traduzioni di classici. Era il poeta laureato della Slovacchia.
Nel loro intimismo e attraverso una pacata riflessione, le opere di Hviezdoslav richiamano i valori umani universali, rievocano le vicende storiche dell'umanità e descrivono la situazione politica e sociale degli slovacchi.

### Riflessioni poetiche
Cominciò a comporre poesie - inizialmente in ungherese - mentre era studente a Miskolc e a Kežmarok. La sua prima raccolta di poesie, Básnické prviesienky Jozefa Zbranského ("Primizie poetiche di Jozef Zbranský"), fu pubblicata nel 1868. Con essa introdusse il verso sillabico-tonico nella letteratura slovacca.
Un ridestato sentimento nazionale slovacco fu alla base della sua risoluzione di scrivere in slovacco, ma l'inclinazione verso il realismo gli alienò i favori della precedente generazione poetica.
Fra le più importanti raccolte dell'età matura si trovano:
- Sonety (1882-1886) (Sonetti)
- Letorosty I-III  (1885-1893) (Cicli annuali I - III)
- Žalmy a hymny (1885-1892) (Salmi e Inni)
- Prechádzky jarom (1898) (Passeggiate di primavera)
- Prechádzky letom (1898) (Passeggiate d'estate)
- Stesky (1903) (Lamenti)
- Krvavé sonety (1914-1919) (Sonetti di sangue) - contro la Prima guerra mondiale

### Composizioni epiche
Le composizioni epiche hanno come soggetto la nativa regione di Orava ed elementi biblici, di cui si servì per commentare allegoricamente la situazione della nazione slovacca:
- Hájnikova žena (1884-1886) (La moglie del guardiacaccia)
- Ežo Vlkolinský (1890)
- Gábor Vlkolinský (1897-1899)

### Poesia biblica
- Agar
- Kain (Caino)
- Ráchel (Rachele)
- Sen Šalamúnov (Il sogno di Salomone)

### Drammi
- Pomsta (Vendetta)
- Herodes a Herodias (1909) (Erode ed Erodiade) - dramma in versi ispirato alla Bibbia; un pilastro del repertorio della drammaturgia classica slovacca, Andrej Očenáš nel 1955 compose per questo dramma musiche di scena

## Traduzioni
Hviezdoslav tradusse in slovacco le opere di vari scrittori russi, inglesi, tedeschi, ungheresi e polacchi, tra i quali Goethe, Schiller, Mickiewicz, Puškin, Shakespeare, Slowacki, Arany, Petőfi, Lermontov e Madách.